# 白美因河
50°5′13.65″N 11°23′51.21″E / 50.0871250°N 11.3975583°E

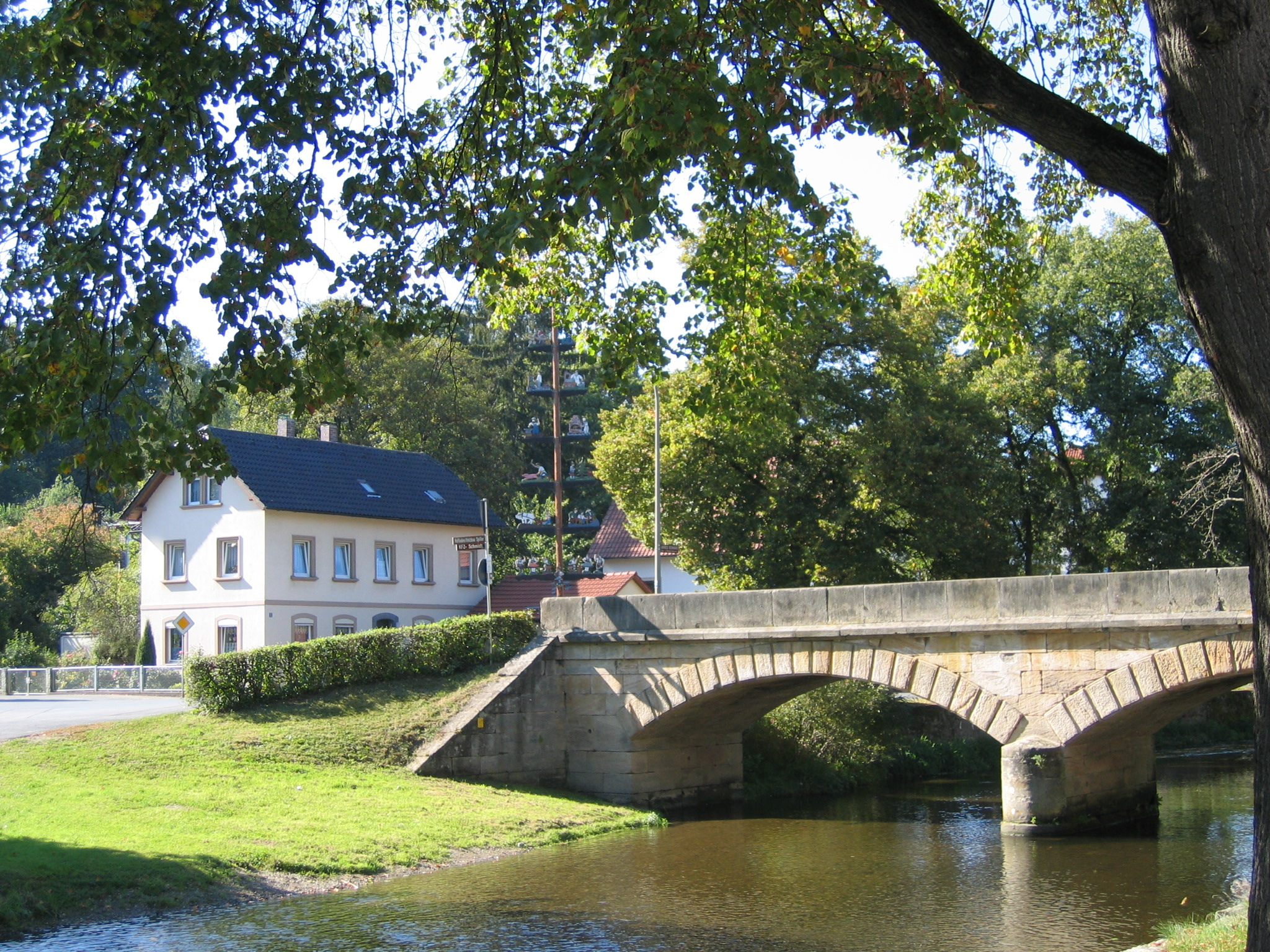
白美因河

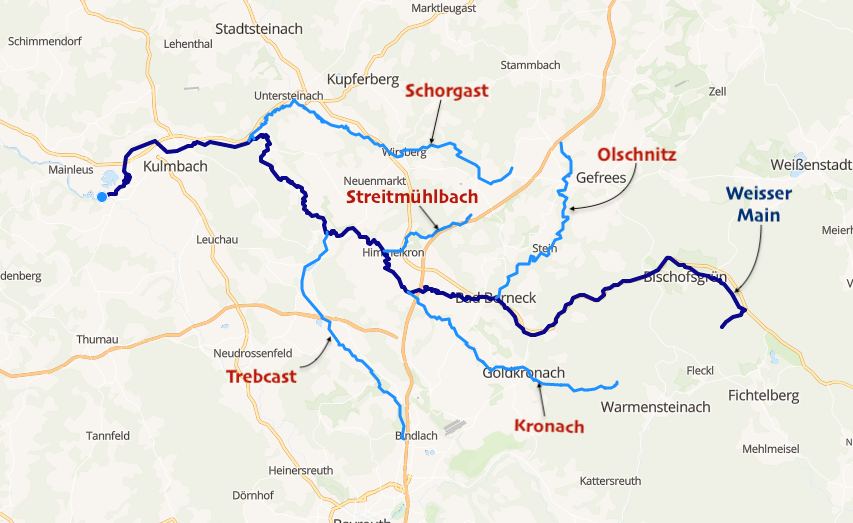
白美因河（深藍線）及支流（淺藍線）

白美因河（德語：Weißer Main），是德國的河流，位於該國東南部，由巴伐利亞負責管轄，在庫爾姆巴赫以南與紅美因河匯流成為美因河，河道全長51.7公里，流域面積636平方公里。